# Ancy-le-Franc
Ancy-le-Franc is een gemeente in het Franse departement Yonne (regio Bourgogne-Franche-Comté) en telt 1090 inwoners (2004). De plaats maakt deel uit van het arrondissement Avallon.
Bezienswaardig is het Château d'Ancy-le-Franc.

## Geschiedenis
Ancy was een heerlijkheid die onder andere in handen was van de burggraven van Rougemont en de familie Clermont-Tonnerre. De naam Ancy-le-Franc werd voor het eerst gebruikt in 1225. Antoine de Clermont liet vanaf 1542 een nieuw renaissancekasteel bouwen ter vervanging van de heerlijke burcht. Tussen 1765 en 1834 waren er in Ancy-le-Franc twee werkplaatsen waar faience werd gemaakt.

## Geografie
De oppervlakte van Ancy-le-Franc bedraagt 19,6 km², de bevolkingsdichtheid is 55,6 inwoners per km². De gemeente ligt aan de Armançon en het Bourgondisch Kanaal.
De onderstaande kaart toont de ligging van Ancy-le-Franc met de belangrijkste infrastructuur en aangrenzende gemeenten.

## Demografie
Onderstaande figuur toont het verloop van het inwonertal (bron: INSEE-tellingen).